# رونالد سوندرز
رونالد سوندرز (بالإنجليزية: Ronald Saunders)‏ هو سياسي أمريكي، ولد في 30 أكتوبر 1954 بكي ويست في الولايات المتحدة. حزبياً، نشط في الحزب الديمقراطي. وقد انتخب عضو مجلس نواب فلوريدا.